# No. 3 Bomber Group
Die No. 3 Bomber Group war ein Verband der britischen Royal Air Force, der erstmals 1918 gebildet wurde. Nach dem Ende des Ersten Weltkrieges wurde der Verband aufgelöst. Von 1923 bis 1926 war der Verband erneut aufgestellt worden. Im Zeitraum von 1936 bis 1967 war er Teil des RAF Bomber Command. Die Gruppe war auch am Flächenbombardement deutscher Städte (morale bombing) während des Zweiten Weltkriegs beteiligt. Die Group war am 29. April 1945 an der Operation Manna zur Versorgung der Holländischen Bevölkerung beteiligt. Am 31. Oktober 1967 wurde die Group aufgelöst als sie in die No. 1 Group integriert wurde.
2000 erneut gebildet, unterstand der Verband bis zu seiner Auflösung am 1. April 2006 dem RAF Strike Command.